# Amberboa glauca
Amberboa glauca là một loài thực vật có hoa trong họ Cúc. Loài này được (Puschk. ex Willd.) Muss.Puschk. ex Grossh. mô tả khoa học đầu tiên năm 1931.